# Juliusz Jakóbiec
Juliusz Jakóbiec (ur. 10 marca 1905 w Krakowie, zm. 11 kwietnia 1968 tamże) – polski zootechnik, profesor Wyższej Szkoły Rolniczej w Krakowie.

## Życiorys
Urodził się w rodzinie Jana (1876–1955) – germanisty, pedagoga, i Klary Svec, z pochodzenia Czeszki. Miał trzech braci: Tadeusza – chemika, farmaceutę, Mieczysława – lekarza, adiunkta w Klinice Chorób Wewnętrznych UJ, i Stanisława - urzędnika. Dyplom inżyniera uzyskał w 1929 na Wydziale Rolnym Uniwersytetu Jagiellońskiego. Doktorat obronił w 1932 pod kierunkiem Romana Prawocheńskiego. W 1934 został asystentem, potem adiunktem Zakładu Hodowli Ogólnej, Chowu Drobnego Inwentarza i Mleczarstwa kierowanego przez Teodora Marchlewskiego na Wydziale Rolnym UJ. 
6 listopada 1939 w ramach Sonderaktion Krakau został wywieziony wraz z profesorami UJ do obozu koncentracyjnego Sachsenhausen, a stamtąd 4 marca 1940 do Dachau, gdzie był więziony do 21 grudnia 1940. Po powrocie do Krakowa podjął pracę inspektora hodowli bydła w okupacyjnym zarządzie produkcji zwierzęcej. Równocześnie w ramach tajnego nauczania wykładał na UJ hodowlę zwierząt. 
Habilitował się w 1946. Był współorganizatorem założonego przez Teodora Marchlewskiego w 1950 Instytutu Zootechniki w Polsce, w którym został kierownikiem Działu Hodowli Zwierząt, a później wicedyrektorem naukowym. Równolegle, z chwilą powstania Wyższej Szkoły Rolniczej w Krakowie w 1953 r., został dziekanem i organizatorem Wydziału Zootechnicznego. Objął wówczas kierownictwo Katedry Hodowli Szczegółowej Zwierząt i w niej – Zakładu Hodowli Bydła. Profesorem nadzwyczajnym został w 1954, a zwyczajnym w 1966. W Komitecie Nauk Zootechnicznych PAN pełnił funkcję przewodniczącego Sekcji Chowu Bydła. Był też członkiem Rady Naukowo-Technicznej przy Ministrze Rolnictwa. Z ramienia Polskiego Towarzystwa Zootechnicznego reprezentował Polskę w Europejskiej Federacji Zootechnicznej. Opracował obszerne studium o możliwościach rozwojowych hodowli bydła czarno-białego w kraju na tle uwarunkowań środowiskowych i ekonomicznych. Założył zajmujące pracownie naukowe w Instytucie Zootechniki w Balicach i w WSR w Krakowie. 
Juliusz Jakóbiec był także pierwszym prezesem Zarządu Koła Łowieckiego „Jarząbek”, które powstało w 1952 przy Wyższej Szkole Rolniczej w Krakowie. 
15 stycznia 1955 na wniosek Ministra Szkolnictwa Wyższego został odznaczony Medalem 10-lecia Polski Ludowej. 
Zmarł w Krakowie, pochowany na cmentarzu Rakowickim (kwatera XVIII-7-11). 

## Upamiętnienie
Prof. Juliusz Jakóbiec jest patronem sali wykładowej nr 334 w krakowskim Uniwersytecie Rolniczym. 